# 神代駅 (秋田県)
神代駅（じんだいえき）は、秋田県仙北市田沢湖卒田字白籏にある、東日本旅客鉄道（JR東日本）田沢湖線の駅である。

## 歴史

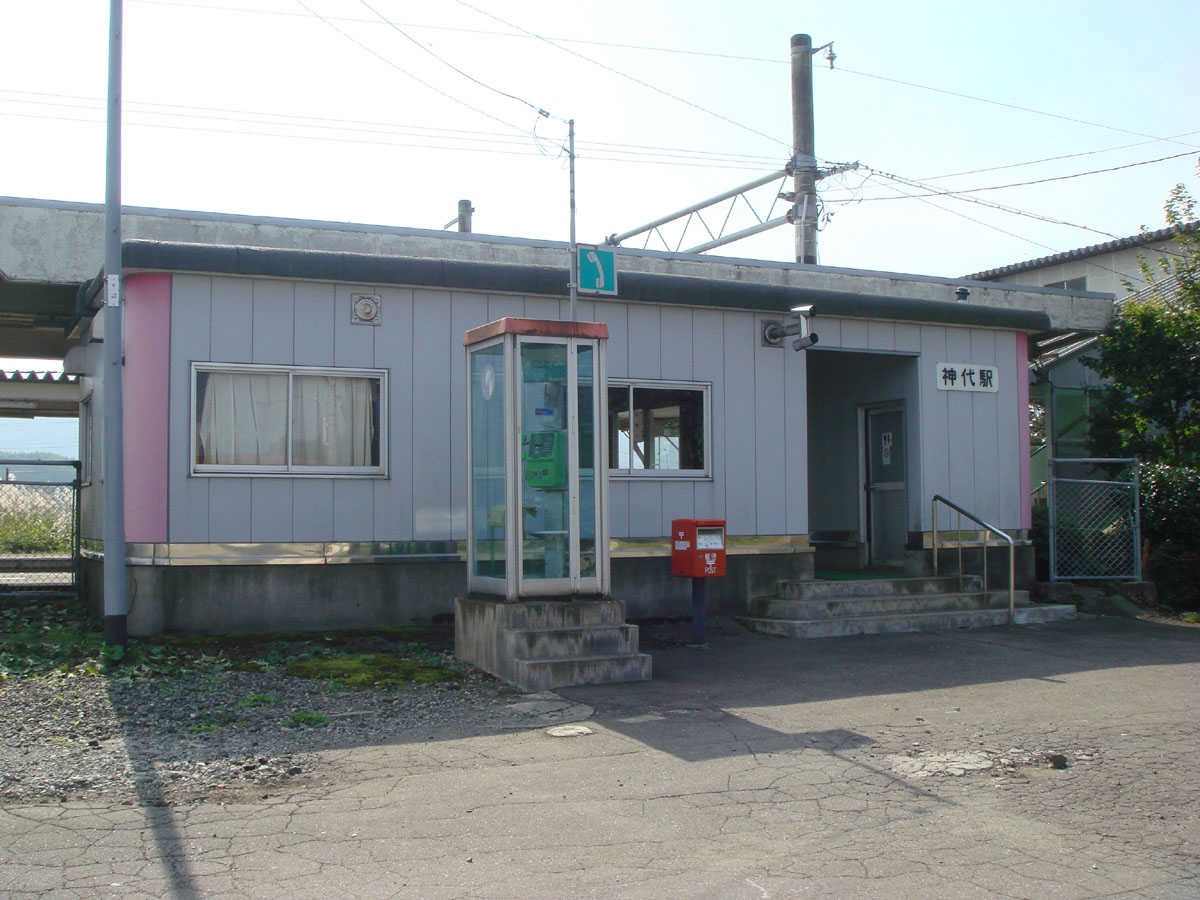
旧駅舎（2006年10月）

- 1921年（大正10年）12月11日：鉄道省（のちに日本国有鉄道）生保内軽便線が角館駅から延伸された際の終着駅として開業[2]。
- 1922年（大正11年）9月2日：路線名改称に伴い、生保内線の駅となる[3]。
- 1923年（大正12年）8月31日：生保内線が生保内駅（現・田沢湖駅）まで延伸され、途中駅となる[4]。
- 1966年（昭和41年）10月20日：生保内線が田沢湖線に編入し、田沢湖線の駅となる[4]。
- 1970年（昭和45年）10月1日：貨物の取り扱いを廃止[4]。
- 1981年（昭和56年）12月25日：荷物の扱いを廃止[5]。無人化[6]。
- 1982年（昭和57年）：海上コンテナを改造した駅舎に改築される[7]。
- 1987年（昭和62年）4月1日：国鉄分割民営化により、JR東日本の駅となる[4]。
- 2007年（平成19年）：駅舎を建て替え。
- 2020年（令和2年）10月1日：田沢湖駅の業務委託化に伴い、大曲駅管理となる。
- 2024年（令和6年）
  - 10月1日：えきねっとQチケのサービスを開始[1][8]。
  - 11月2日：1977年から47年に渡り神代駅の清掃活動など環境美化に尽力したとして、荒町集落会（74世帯）が政府から緑綬褒章を受章[9]。

## 駅構造
相対式ホーム2面2線を有する地上駅である。互いのホームは跨線橋で連絡している。待合室と事務室のある駅舎は解体され、待合所が新築された。
大曲駅管理の無人駅である。

### のりば
| 番線 | 路線      | 方向 | 行先           | 備考             |
| ---- | --------- | ---- | -------------- | ---------------- |
| 1    | ■田沢湖線 | 上り | 盛岡方面       |                  |
| 1    | ■田沢湖線 | 下り | 角館・大曲方面 | 通常はこのホーム |
| 2    | ■田沢湖線 | 下り | 角館・大曲方面 | 行き違いのみ     |

- 2番線を主本線とした一線スルーとなっており、秋田新幹線の列車は行違いが無い限り2番線を通過する。一方、田沢湖線の停車列車は駅舎側の1番線を優先して使用する。

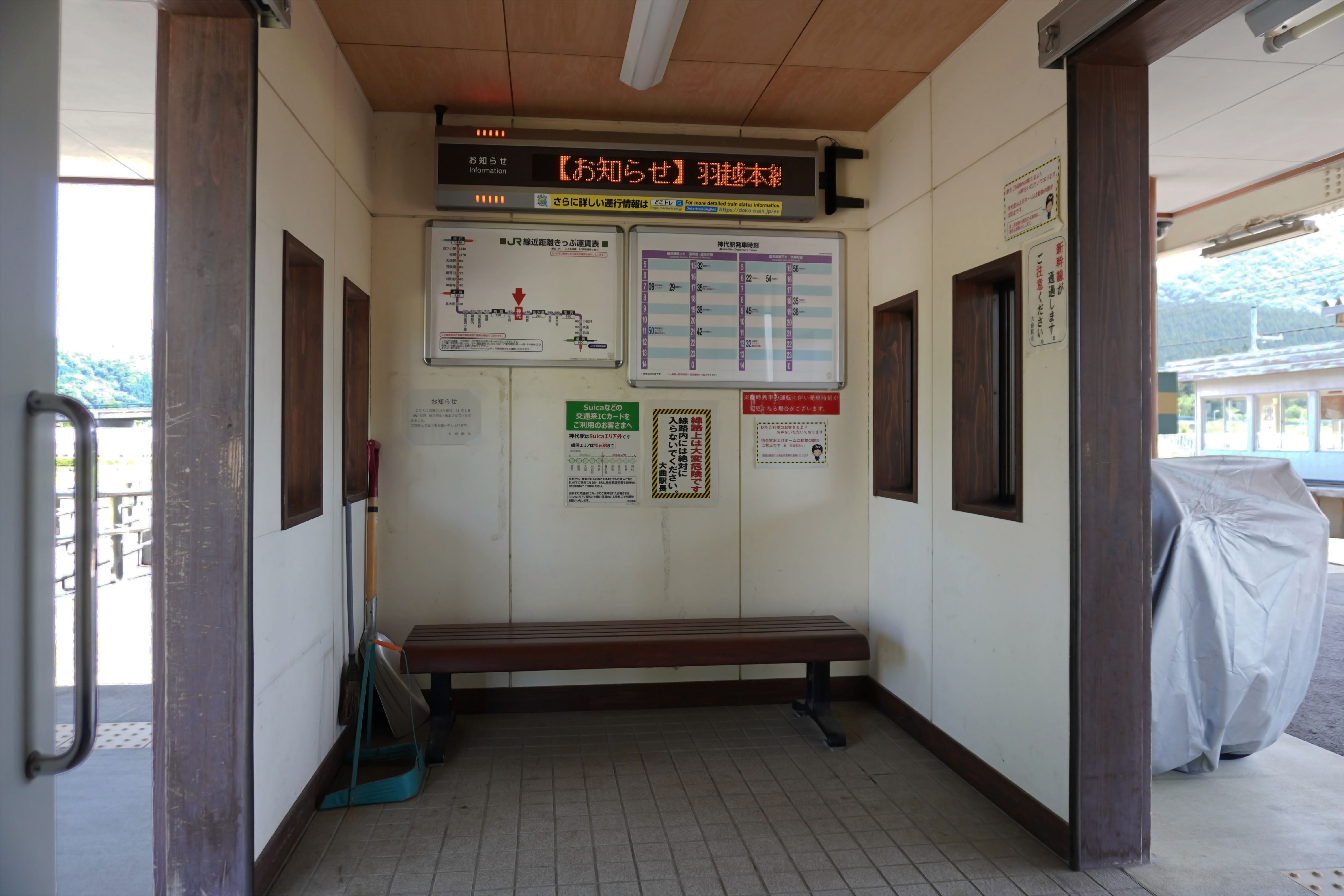
待合室（2024年5月）
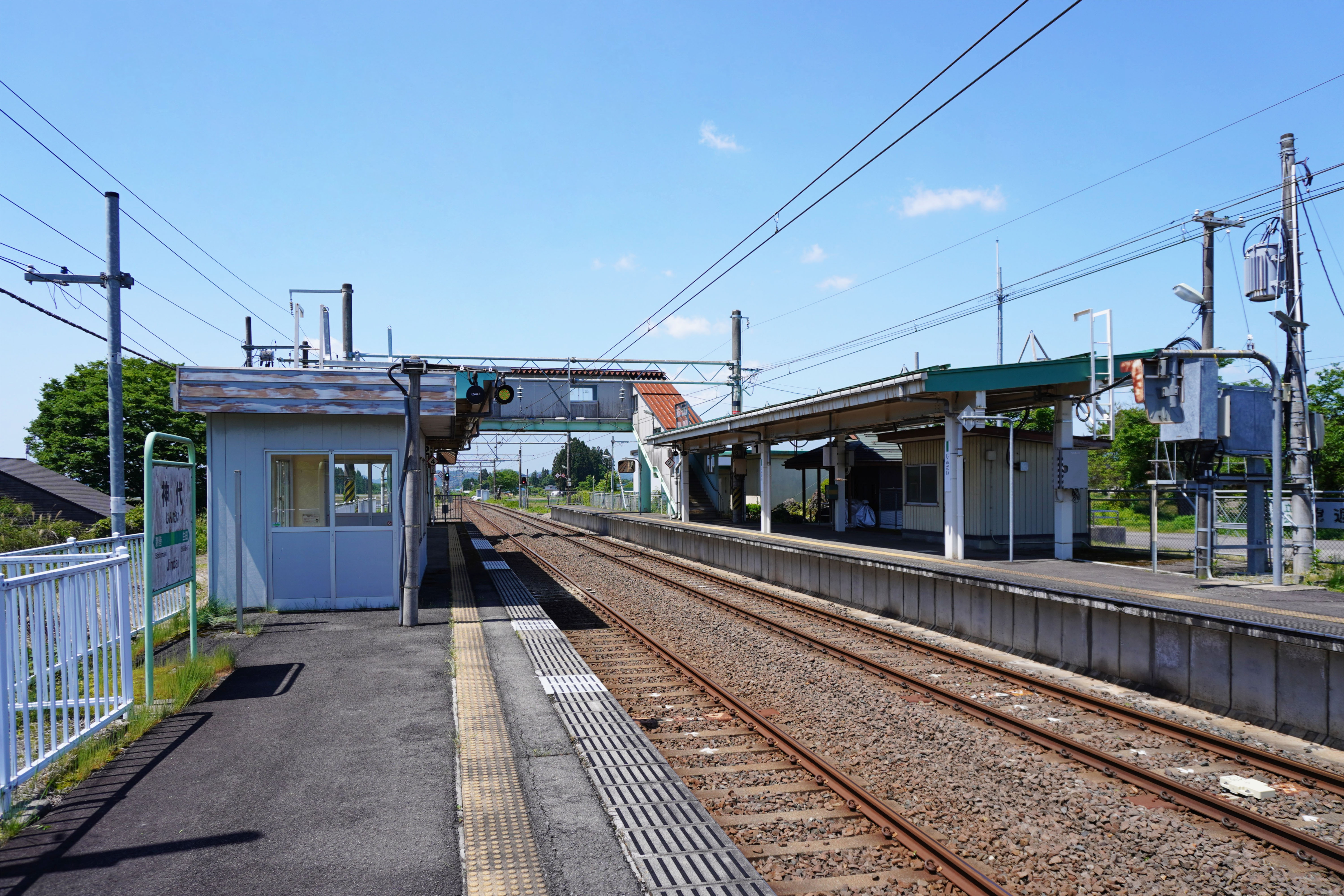
ホーム（2024年5月）

## 駅周辺

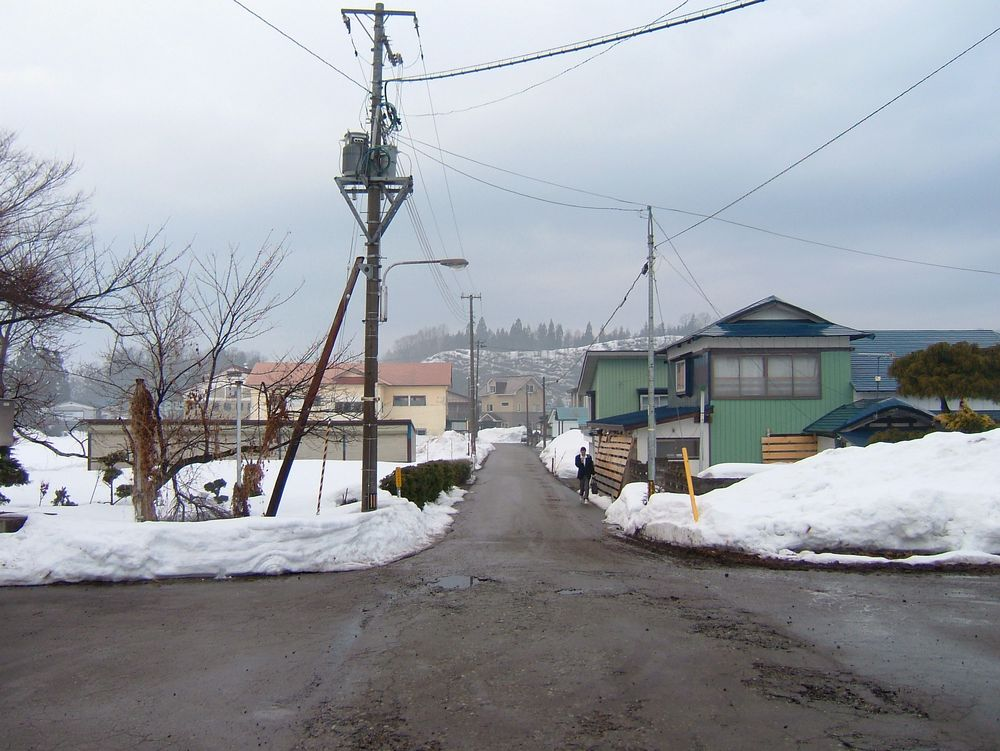
駅前

- 秋田県道50号大曲田沢湖線
- 秋田県道181号神代停車場線
- 国道46号
- 神代郵便局
- 抱返り渓谷
- あきた芸術村
- 夏瀬温泉
- 秋田おばこ農業協同組合田沢湖支店

## 隣の駅
東日本旅客鉄道（JR東日本）
■田沢湖線
刺巻駅 - 神代駅 - 生田駅